# Простое число Эйзенштейна

Наименьшие простые числа Эйзенштейна. Точки на зеленых осях соответствуют натуральным простым числам вида. Все остальные, возведённые в квадрат, дают натуральное простое.

Простое число Эйзенштейна — число Эйзенштейна:
{\displaystyle z=a+b\omega \qquad (\omega =e^{2\pi i/3})},
являющееся неприводимым (или, эквивалентно, простым) элементом Z[ω] в смысле теории колец.
Умножение на обратимый элемент и сопряжение любого простого числа Эйзенштейна также является простым числом Эйзенштейна.
Целое число Эйзенштейна {\displaystyle z=a+b\omega } является простым числом Эйзенштейна тогда и только тогда, когда выполняется одно из следующих взаимоисключающих условий:
1. {\displaystyle z} является произведением обратимого элемента на натуральное простое вида {\displaystyle 3k-1},
2. {\displaystyle N(z)=a^{2}-ab+b^{2}} является натуральным простым, сравнимым с 0 (то есть равным 3) или 1 по модулю 3.

Несколько первых простых чисел Эйзенштейна, равных натуральным простым {\displaystyle 3k-1}:
2, 5, 11, 17, 23, 29, 41, 47, 53, 59, 71, 83, 89, 101 (последовательность A003627 в OEIS).
Все натуральные простые, сравнимые с 0 или 1 по модулю 3, не являются простыми Эйзенштейна: они разложимы на нетривиальные множители в Z[ω]. Примеры:
{\displaystyle 3=(1-\omega )(1+\omega ^{2})=-(1+2\omega )^{2}}
{\displaystyle 7=(3+\omega )(2-\omega )}.
Несколько простых чисел Эйзенштейна, не являющихся натуральными:
{\displaystyle 2+\omega ,\,3+\omega ,\,4+\omega ,\,5+2\omega ,\,6+\omega ,\,7+\omega ,\,7+3\omega }.
С точностью до сопряжения и умножения на единицы, приведенные выше числа, вместе с 2 и 5, — это все простые числа Эйзенштейна, не превосходящие по абсолютному значению 7.
По состоянию на 2017 год наибольшим известным действительным простым числом Эйзенштейна является 10223 × 231172165 + 1, открытое проектом PrimeGrid.
Все большие известные простые являются простыми числами Мерсенна и были найдены с помощью GIMPS. Действительные простые Эйзенштейна сравнимы с 2 по модулю 3, а простые числа Мерсенна (за исключением наименьшего и них, 3) сравнимы с 1 по модулю 3. Таким образом, никакое простое число Мерсенна не является простым числом Эйзенштейна.